# Monochrome/prism
「monochrome/prism」（モノクローム/プリズム）は、G.Addictの2作目のシングル。2010年10月6日にLantisから発売された。

## 概要
- 前作「everlasting note」から約5ヶ月ぶりのリリースで、自身初となる両A面シングル仕様である。
- 表題曲「monochrome」と「prism」は、2010年12月25日に発売されるコミックに同梱される予定のOVA『グラール騎士団』の主題歌として使用された。

## 収録曲
（全作詞・作曲・編曲：R・O・N）
1. monochrome [4:16]
2. prism [4:08]
3. monochrome（without vocal）
4. prism（without vocal）

## タイアップ
| 曲名       | タイアップ                              |
| ---------- | --------------------------------------- |
| monochrome | OVA『グラール騎士団』オープニングテーマ |
| prism      | OVA『グラール騎士団』エンディングテーマ |